# Jerry Hoyt
Gerald F. „Jerry“ Hoyt (* 29. Januar 1929 in Chicago, Illinois; † 10. Juli 1955 in Oklahoma City, Oklahoma) war ein US-amerikanischer Automobilrennfahrer.

## Karriere
Hoyt fuhr in den 1950er-Jahren in 19 Rennen der AAA-National-Serie. Sein bestes Ergebnis erreichte er 1953 auf der Milwaukee Mile als Dritter.
Er war auch vier Mal beim Indianapolis 500 am Start. Sein größter Erfolg war hier die Pole-Position 1955. Im Rennen musste er aber, wie auch in den Jahren zuvor nach technischen Defekten vorzeitig aufgeben. 1954 fuhr er Russos Wagen als Achter über die Ziellinie.
Da das Indianapolis 500 von 1950 bis 1960 zur Weltmeisterschaft der Formel 1 zählte, war Hoyt auch bei vier Weltmeisterschaftsläufen am Start. Punkte für die Fahrerweltmeisterschaft konnte er jedoch nicht erringen.
Hoyt verunglückte im Sommer 1955 bei einem Sprint-Car-Rennen in Oklahoma City tödlich.

## Statistik

### Indy-500-Ergebnisse
| Jahr | Startnr. | Start | Qual (km/h) | Ergebnis | Runden | Führung | Ausfall                        |
| ---- | -------- | ----- | ----------- | -------- | ------ | ------- | ------------------------------ |
| 1950 | 81       | 15    | 208,424     | 21       | 125    | 0       |                                |
| 1951 | 14       | DNQ   |             |          |        |         |                                |
| 1953 | 55       | 7     | 218,417     | 233      | 82     | 0       | Übergabe an Linden             |
| 1954 | 23       | DNQ   |             |          |        |         |                                |
| 1954 | 99       | 30    | 221,780     | 26       | 130    | 0       | Motor                          |
| 1954 | 5        | 32    | 221,539     | 82       | 50     | 0       | fuhr Russos Wagen; Rd. 151–200 |
| 1955 | 23       | 1     | 225,352     | 31       | 40     | 0       | Ölverlust                      |

| Legende  | Legende            | Legende                                                          |
| Farbe    | Abkürzung          | Bedeutung                                                        |
| -------- | ------------------ | ---------------------------------------------------------------- |
| Gold     | –                  | Sieg                                                             |
| Silber   | –                  | 2. Platz                                                         |
| Bronze   | –                  | 3. Platz                                                         |
| Grün     | –                  | Platzierung in den Punkten                                       |
| Blau     | –                  | Klassifiziert außerhalb der Punkteränge                          |
| Violett  | DNF                | Rennen nicht beendet (did not finish)                            |
| Violett  | NC                 | nicht klassifiziert (not classified)                             |
| Rot      | DNQ                | nicht qualifiziert (did not qualify)                             |
| Rot      | DNPQ               | in Vorqualifikation gescheitert (did not pre-qualify)            |
| Schwarz  | DSQ                | disqualifiziert (disqualified)                                   |
| Weiß     | DNS                | nicht am Start (did not start)                                   |
| Weiß     | WD                 | zurückgezogen (withdrawn)                                        |
| Hellblau | PO                 | nur am Training teilgenommen (practiced only)                    |
| Hellblau | TD                 | Freitags-Testfahrer (test driver)                                |
| ohne     | DNP                | nicht am Training teilgenommen (did not practice)                |
| ohne     | INJ                | verletzt oder krank (injured)                                    |
| ohne     | EX                 | ausgeschlossen (excluded)                                        |
| ohne     | DNA                | nicht erschienen (did not arrive)                                |
| ohne     | C                  | Rennen abgesagt (cancelled)                                      |
| ohne     | keine WM-Teilnahme |                                                                  |
| sonstige | P/fett             | Pole-Position                                                    |
| sonstige | 1/2/3/4/5/6/7/8    | Punktplatzierung im Sprint-/Qualifikationsrennen                 |
| sonstige | SR/kursiv          | Schnellste Rennrunde                                             |
| sonstige | *                  | nicht im Ziel, aufgrund der zurückgelegten Distanz aber gewertet |
| sonstige | ()                 | Streichresultate                                                 |
| sonstige | unterstrichen      | Führender in der Gesamtwertung                                   |